# Shusuke Kaneko
Shusuke Kaneko, född 8 juni 1955 i Tokyo i Japan, är en japansk filmregissör och manusförfattare.

## Filmografi (urval)
- 1995 – Gamera: Guardian of the Universe (regi)
- 1996 – Gamera 2: Advent of Legion (regi)
- 1999 – Gamera 3: Revenge of Iris (regi)
- 2001 – Godzilla, Mothra and King Ghidorah: Giant Monsters All-Out Attack (regi och manus)
- 2006 – God's Left Hand, Devil's Right Hand (regi)